# Гарбузовка (Полтавская область)
Гарбузовка (укр. Гарбузівка) — село,
Кировский сельский совет,
Кобелякский район,
Полтавская область,
Украина.
Код КОАТУУ — 5321883202. Население по переписи 2001 года составляло 267 человек.

## Географическое положение
Село Гарбузовка находится на правом берегу реки Ворскла в месте впадения в неё реки Восьмачка,
выше по течению на расстоянии в 4 км расположено село Подгора,
ниже по течению на расстоянии в 1,5 км расположено село Перегоновка.

## Происхождение названия
На территории Украины 4 населённых пункта с названием Гарбузовка.